# Pintures de la sala capitular de Sixena
Les Pintures de la sala capitular de Sixena són unes pintures murals procedents del Monestir de Santa Maria de Sixena (Osca, Aragó) que actualment es conserven al Museu Nacional d'Art de Catalunya (MNAC) com a dipòsit de la comunitat de religioses santjoanistes del monestir de Santa Maria de Sixena. Aquest dipòsit va ser realitzat l'any 1940. Van ser realitzades pel Mestre de la Sala Capitular de Sixena entre el 1196 i el 1208.
Aquestes pintures murals escenifiquen moments de l'Antic Testament i del Nou Testament. Són considerades com una de les mostres més rellevants de pintura romànica de tota la península, amb un estil romà d'Orient similar al fet servir a la Catedral de Winchester.

## Pintures murals
Les pintures de Sixena són considerades com una de les mostres més rellevants de pintura romànica a la península Ibèrica. Van ser pintades entre el 1196 i el 1208. A Sixena, hi ha indicis de que el conjunt pictòric havia estat decorat amb motllures policromades que emmarcaven els arcs i la separació entre murs, amb incrustacions als nimbes dels personatges sagrats. Possiblement, en algunes escenes com ara La Nativitat, hi apareixien estels daurats; aquesta tècnica i estil només té semblança amb pintures murals procedents de Navarra, d'època més tardana. Altres pintures presenten patrons pictòrics semblants als que apareixen a les pintures de Santa Maria de Sixena; aquestes són les decoracions vegetals de Sant Esteve d'Andorra i Sant Cristòfol de Tosses (totes dues al MNAC). Les pintures de San Pedro de Arlanza mostren similitud amb les de Sixena en els motius vegetals i en els temes d'animals fabulosos.
La composició dels morters a Sixena era bàsicament a base de calç i sorra, tot i que també fibres vegetals com ara palla o herba o pèls animals, molt utilitzats en pintura romana d'Orient. Per als colors blaus, a Sixena s'hi empraven l'aerinita i l'atzurita, al contrari que en conjunts pictòrics d'Anglaterra o França, on era més utilitzat el lapislàtzuli (tot i que en alguns casos també l'atzurita, mai aerinita). Pel que fa als pigments verds, a Sixena s'hi ha identificat la terra verda (pigment derivat del coure); tot i que a vegades és força complicat diferenciar-lo de l'aerinita per la mala conservació de les pintures per culpa del foc. També per culpa de l'incendi, no s'ha pogut determinar la utilització de pigments orgànics vermells en les pintures. En el cas de Sixena, els pigments blaus se solen trobar emmarcats per pigments verds, tal com també passa a la catedral de Canterbury.
A les pintures de Sixena s'hi han trobat marques de compàs en els cercles decoratius, tal com també s'ha trobat a Winchester, Canterbury i Norwich.

## Incendi i trasllat
Entre finals de juliol i principis d'agost de 1936, enmig d'un ambient anticlerical durant Guerra Civil espanyola, el monestir va ser incendiat per veïns del poble, tal com demostren moltes fonts bibliogràfiques i documentals. Cal destacar, en primer lloc, el testimoni en primera persona de l’historiador local Julio Arribas Salaberri; els documents relatius a Vilanova de Sixena de la Causa General franquista, donats a conèixer i extractats per Martín Ibarra; o l’enquesta tramesa pel bisbat de Lleida als diferents rectors de les parròquies de la diòcesi, entre altres. A l’expedient de Vilanova de Sixena conservat a la Causa General hi ha un document, el qual va signar l’alcalde i el secretari de l’Ajuntament, que presenta com a culpables de l’incendi i la destrucció del monestir els membres del Comitè local, tot afegint que hi van col·laborar «la casi mayoría de vecinos». Moltes obres d'art van ser destruïdes o saquejades i les tombes dels reis d'Aragó van ser profanades.
Com a conseqüència del foc, hi va haver importants pèrdues pictòriques i alteració dels colors. Poc després, les pintures van ser arrancades i dutes a Catalunya, on van ser restaurades i exposades al MNAC, on s'hi troben des d'aquell moment. L'incendi va provocar temperatures de més de mil graus centígrads i van provocar la pèrdua del 50% de les pintures; del 50% restant, actualment el 32% és una reintegració pictòrica completa i el 18% són les originals alterades. Després del trasllat, les pintures van ser traspassades a teles de cotó mitjançant caseïna, un adhesiu procedent del formatge. Posteriorment, aquestes teles van ser tibades en bastidors i plafons de fusta.

## Litigi per les pintures de Sixena
L'any 2013 el Govern d'Aragó va reclamar les pintures a la Generalitat de Catalunya. Els principals argument de la generalitat perquè les obres continuïn a Catalunya són la usucapió i la bona fe amb la que segons el Conseller de Cultura Ferran Mascarell es va dur a terme el trasllat. El 2014 el govern aragonès va interposar una demanda contra el Ministeri de Cultura, la Generalitat i el MNAC. Al juliol de 2016, el jutjat de primera instància d'Osca va sentenciar al MNAC a retornar les obres a Sixena, i al novembre de 2016 va sol·licitar l'execució provisional de la sentència. La jutgessa va donar un termini de 20 dies perquè es notifiquessin les condicions del desmuntatge i trasllat de les pintures, així com el nombre i nom dels tècnics que durien a terme el procés. En la mateixa sentència, la jutgessa requeria al govern aragonès que en un termini màxim de 10 dies informes de les condicions estructurals i climàtiques de la Sala Capitular. Entre novembre i desembre de 2016, el MNAC va presentar diferents informes encarregats a diversos experts en relació al trasllat de les pintures. Entre els informes, hi destaca el realitzat per la Dra. Simona Sajeva, on es deia que era impossible traslladar les pintures del MNAC a Sixena sense danyar-les irremeiablement. L'informe, assenyalava la necessitat de mantenir els suports i les condicions de conservació del MNAC al Monestir de Sixena; segons aquest informe, els suports de les pintures, expressos per a la instal·lació al MNAC, feien impossible el trasllat.

## Galeria

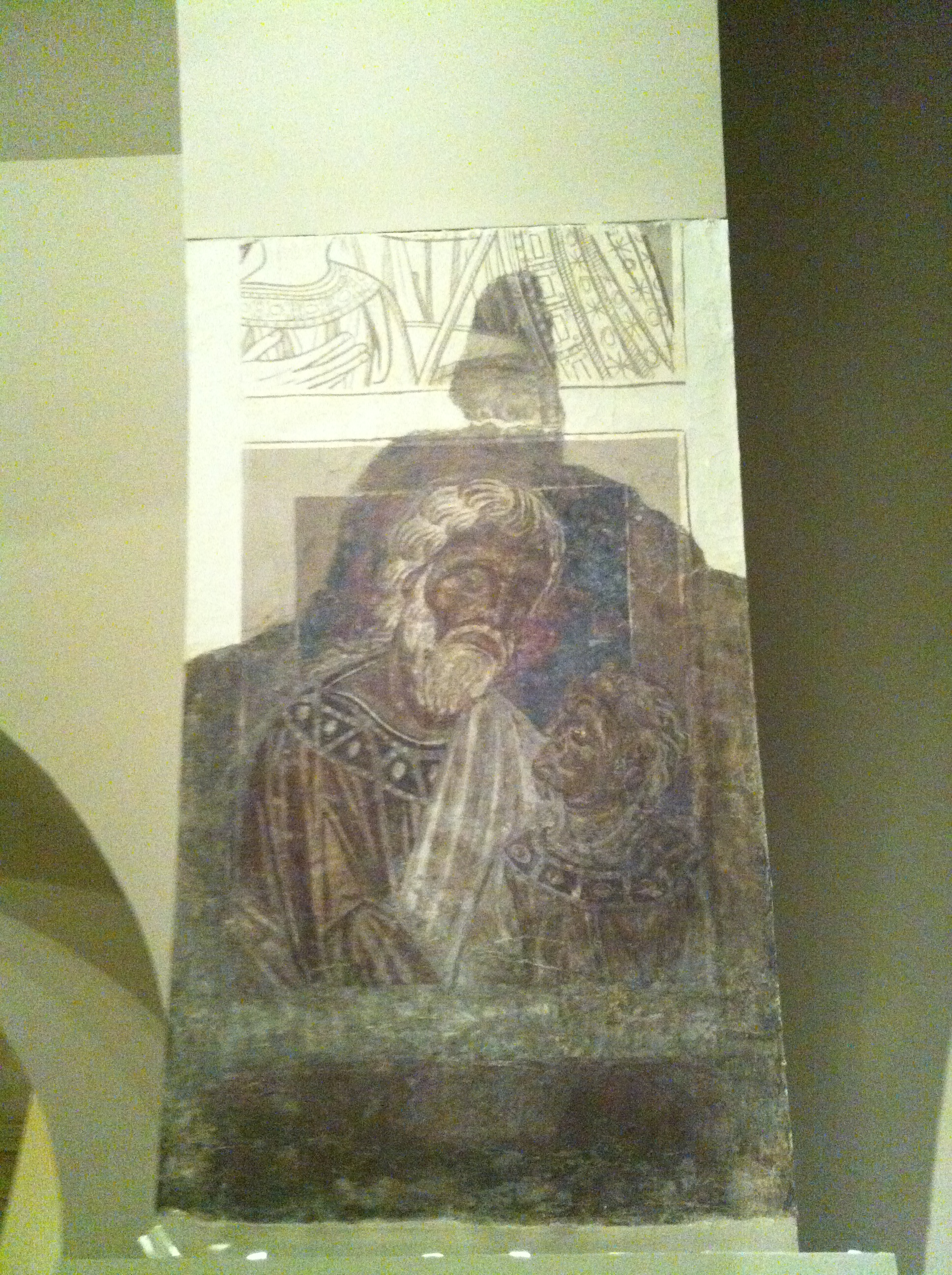
Primer arc (MNAC)
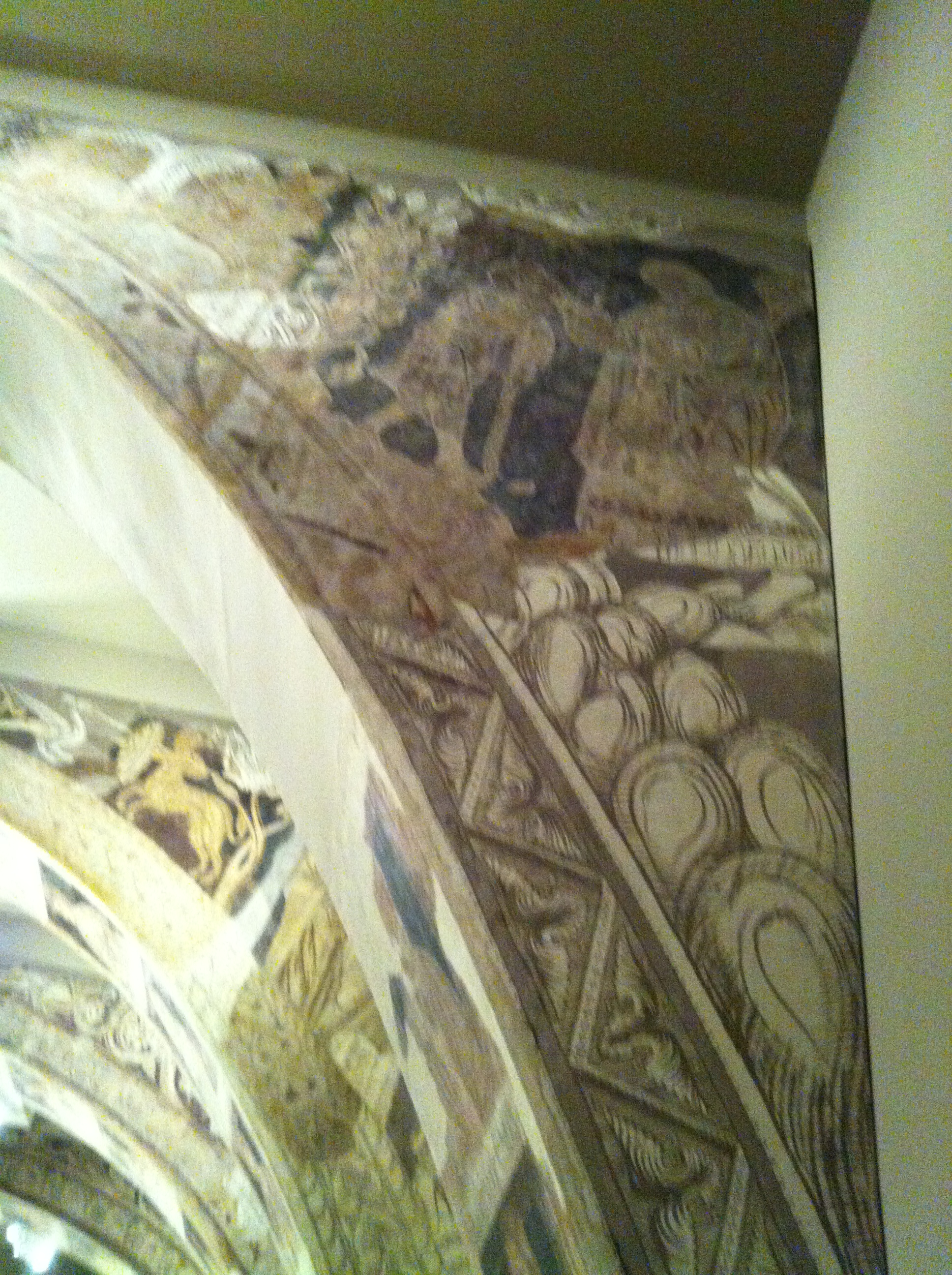
Vuitè arc (MNAC)
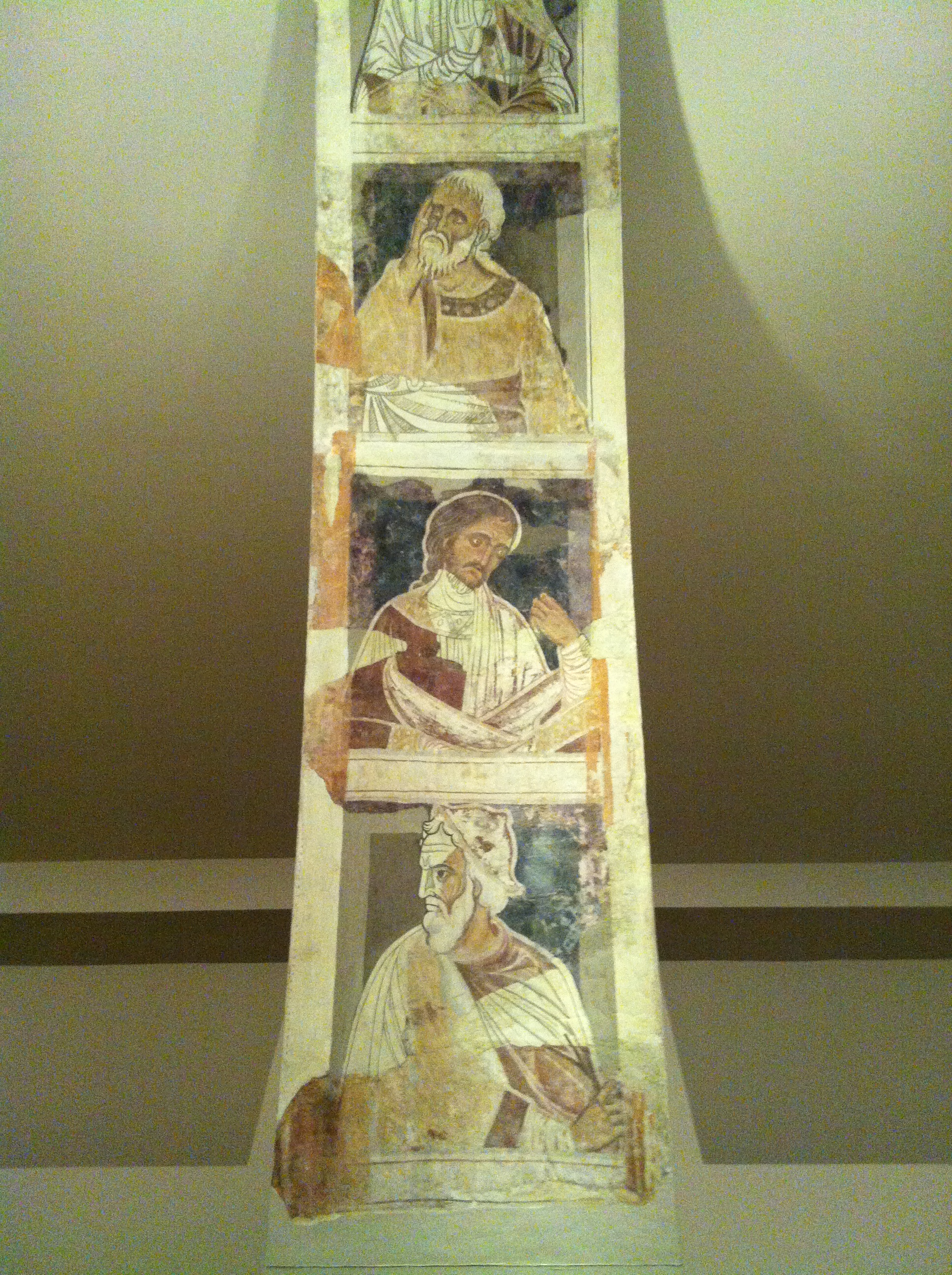
Segon arc (MNAC)
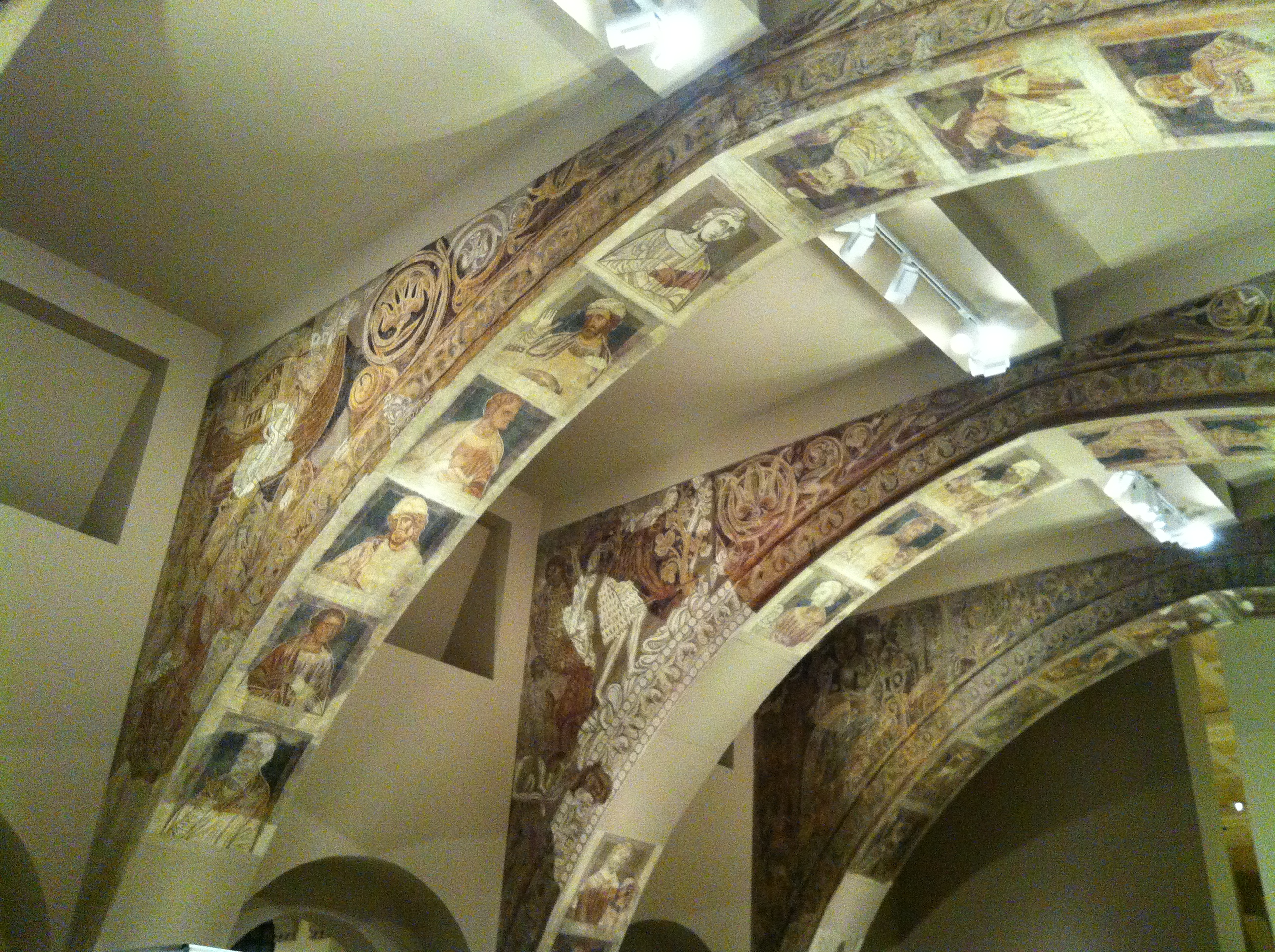
Visió global de tres arcs (MNAC)
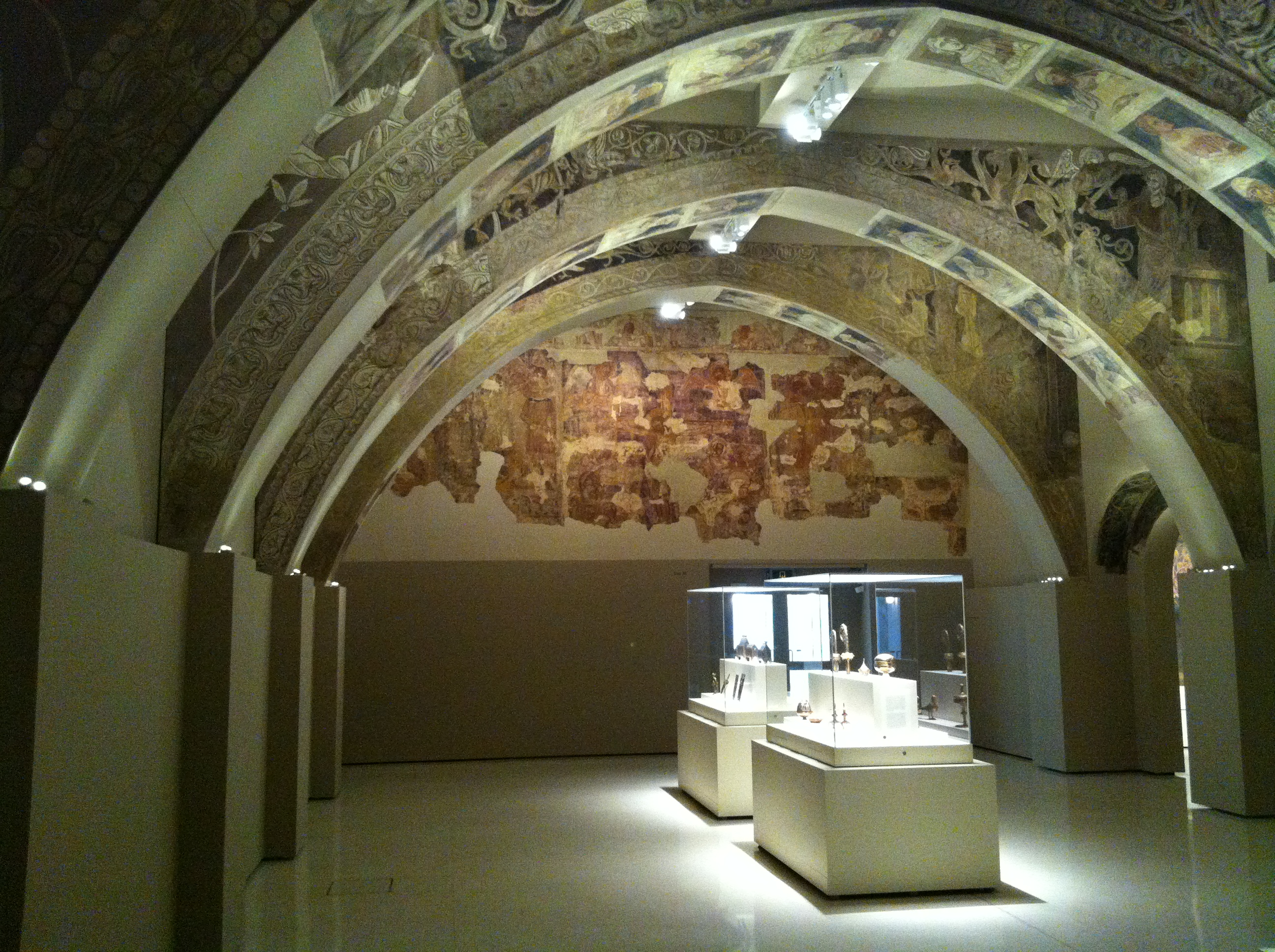
Visió general de la sala on es troben exposades en el Museu Nacional d'Art de Catalunya
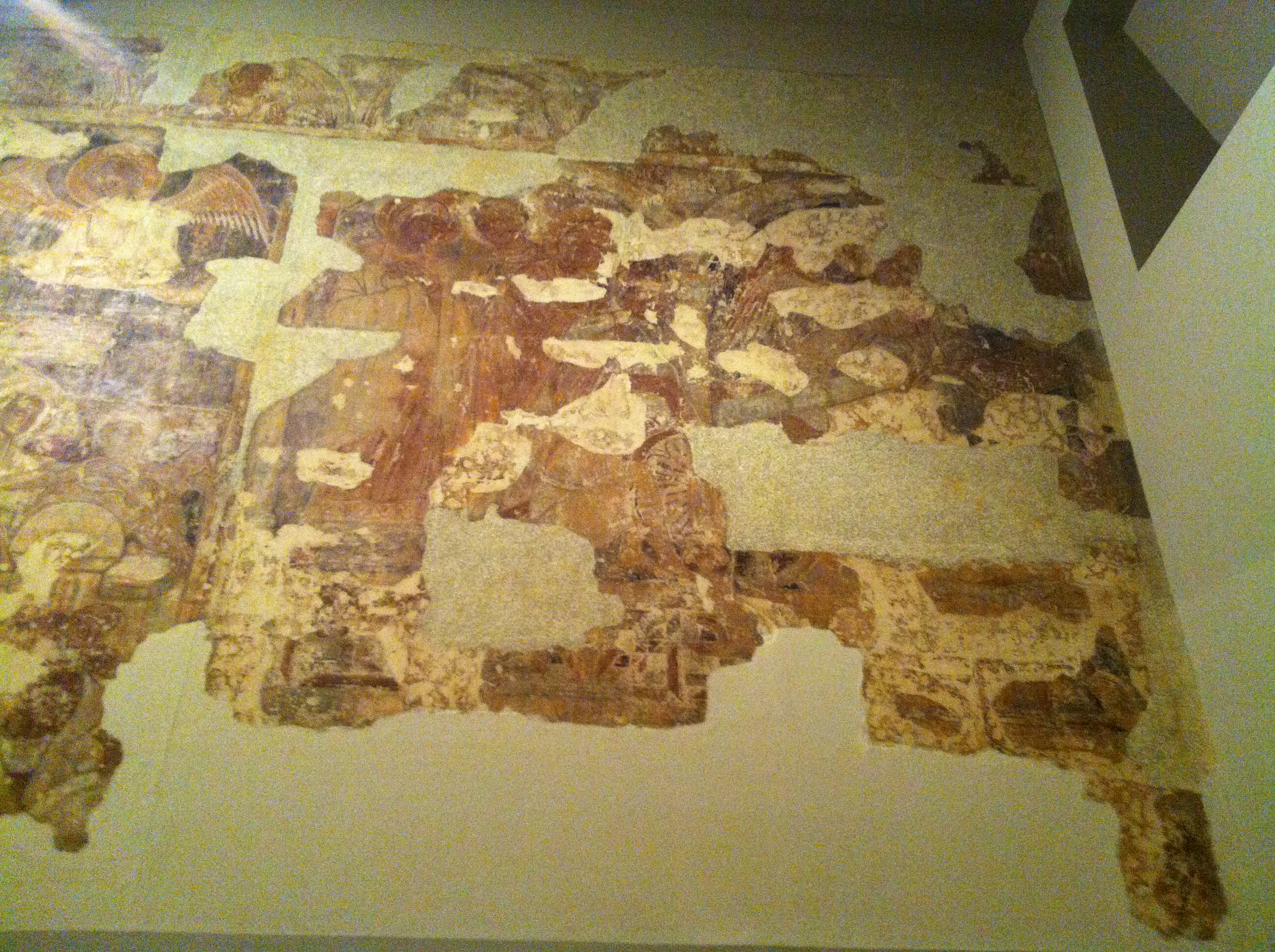
Pintura (MNAC)
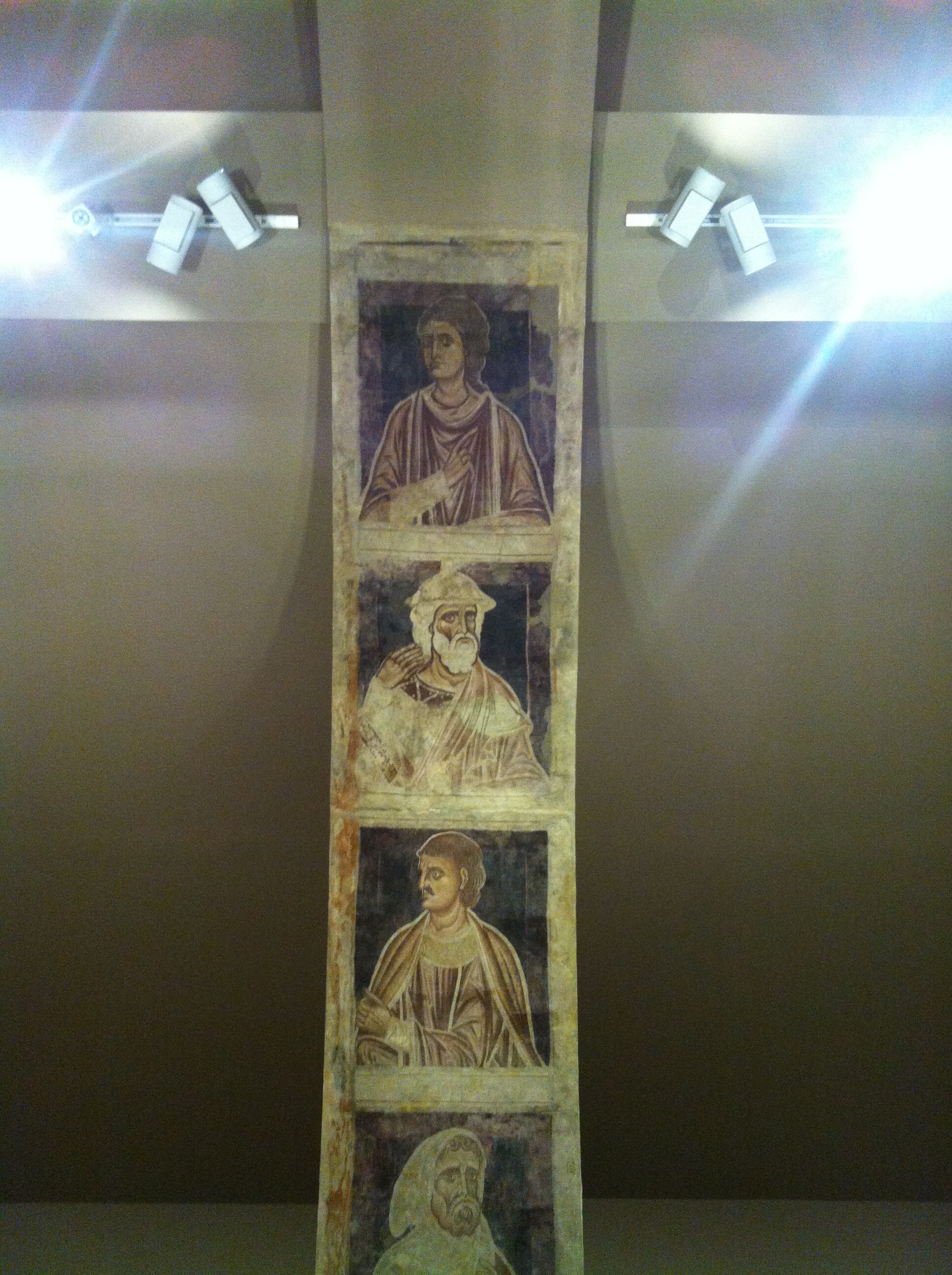
Quart arc (MNAC). D'Er a Simeó de la genealogia de Crist segons Lluc
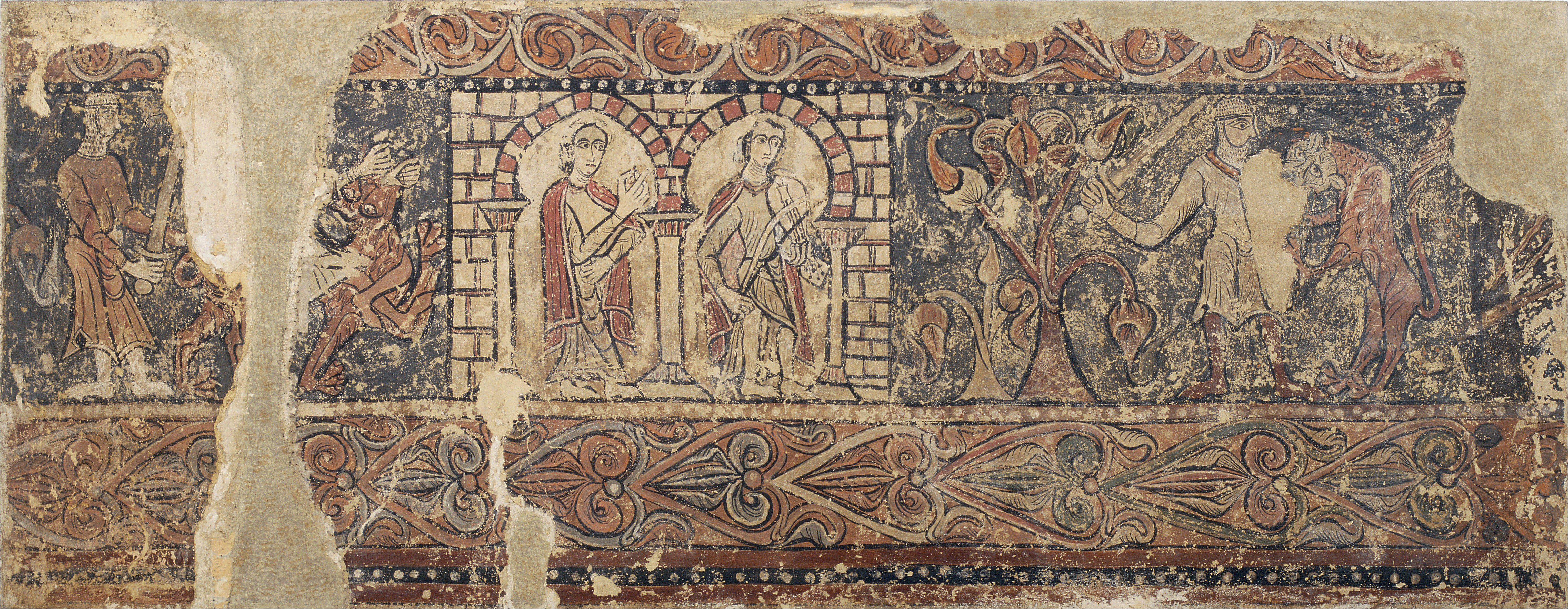
Pintura